# Creation Autosportif
Creation Autosportif – amerykański zespół wyścigowy, założony w 2003 roku przez Iana Bickertona i Mike Jankowskiego. W historii startów ekipa pojawiała się w stawce 24-godzinnego wyścigu Le Mans, American Le Mans Series, Le Mans Series, Le Mans Endurance Series, FIA GT Championship oraz Petit Le Mans.